# Armando Ziller
Armando Ziller (setembro de 1908 - 17 de maio de 1992) foi um político brasileiro do estado de Minas Gerais. Foi deputado estadual em Minas Gerais pelo PCB de 1947 a 10 de janeiro de 1948, quando teve seu mandato extinto.

Foi homenageado em 1993 com uma escola em seu nome, Escola Municipal Armando Ziller, primeiramente no Bairro Letícia em Venda Nova, Belo Horizonte MG, depois a mesma foi transferida para o bairro Mantiqueira.